# Łęg-Probostwo (gromada)
Łęg-Probostwo (alt. Łęg Probostwo) – dawna gromada, czyli najmniejsza jednostka podziału terytorialnego Polskiej Rzeczypospolitej Ludowej w latach 1954–1972.
Gromady, z gromadzkimi radami narodowymi (GRN) jako organami władzy najniższego stopnia na wsi, funkcjonowały od reformy reorganizującej administrację wiejską przeprowadzonej jesienią 1954 do momentu ich zniesienia z dniem 1 stycznia 1973, tym samym wypierając organizację gminną w latach 1954–1972.
Gromadę Łęg-Probostwo z siedzibą GRN w Łęgu-Probostwie (w obecnym brzmieniu Łęg Probostwo) utworzono – jako jedną z 8759 gromad na obszarze Polski – w powiecie płockim w woj. warszawskim, na mocy uchwały nr VI/10/13/54 WRN w Warszawie z dnia 5 października 1954. W skład jednostki weszły obszary dotychczasowych gromad Brzechowo, Chudzynek, Kowalewo, Łęg-Probostwo, Łęg Kościelny, Kozłówko, Mlice-Kostery, Mogielnica, Mokrzk i Psary oraz wsie Brelki, Gawrony i Kisielewo z dotychczasowej gromady Brelki ze zniesionej gminy Majki, a także miejscowość Krajkowo z dotychczasowej gromady Dziedzice ze zniesionej gminy Bielsk – w tymże powiecie. Dla gromady ustalono 21 członków gromadzkiej rady narodowej.
31 grudnia 1959 do gromady Łęg Probostwo przyłączono wieś Siemienie ze znoszonej gromady Śmiłowo, wieś Kozłowo ze znoszonej gromady Biskupice oraz wieś Dziewanowo ze znoszonej gromady Dobrosielice w tymże powiecie.
1 stycznia 1969 do gromady Łęg Probostwo włączono wsie Jaroszewo, Jaroszewo Biskupie, Lubiejewo i Zagroba z gromady Staroźreby w tymże powiecie (wsie te wyłączono tego samego dnia ze zniesionej gromady Zagroba i włączono do gromady Staroźreby; niejasne dlaczego wsi tych nie można było włączyć bezpośrednio z gromady Zagroba do gromady Łęg Probostwo).
Gromada przetrwała do końca 1972 roku, czyli do kolejnej reformy gminnej.